# Sièges réservés (Liban)
Tous les sièges du parlement libanais sont réservés à la plupart des minorités confessionnelles du pays, en raison du système confessionnaliste.
Cette répartition est inspirée de la période ottomane et du mandat français.
Le Pacte national en 1943 prévoyait la division confessionnelle du parlement constitué de 99 députés :
- 54 chrétiens (30 maronites, 11 grecs-orthodoxes, 6 grecs-catholiques, 4 arméniens-apostoliques, 1 arménien-catholique, 1 protestant et 1 autre chrétien)
- 45 musulmans (20 sunnites, 19 chiites, 6 druzes).

Pour mettre fin à la guerre civile en 1989, l'accord de Taef fut signé, répartissant à égalité le nombre de sièges entre musulmans et chrétiens, soit 64 députés chacun.

## Répartition par confession
| Confession |  | Maronite | Grec orthodoxe | Grec catholique | Arménien orthodoxe | Arménien catholique | Protestant | Autre chrétien |  | Sunnite | Chiite | Druze | Alaouite |  | Total |
| ---------- |  | -------- | -------------- | --------------- | ------------------ | ------------------- | ---------- | -------------- |  | ------- | ------ | ----- | -------- |  | ----- |
| Effectif   |  | 34       | 14             | 8               | 5                  | 1                   | 1          | 1              |  | 27      | 27     | 8     | 2        |  | 128   |

## Répartition par muhafazat et par district[1]
| Année 2005    | Année 2005                            | Sunnite | Chiite | Druze | Alaouite |  | Maronite | Grec orthodoxe | Grec catholique | Arménien orthodoxe | Arménien catholique | Protestant | Autre chrétien |
| ------------- | ------------------------------------- | ------- | ------ | ----- | -------- |  | -------- | -------------- | --------------- | ------------------ | ------------------- | ---------- | -------------- |
| Beyrouth 19   | Beyrouth 1                            | 2       |        |       |          |  | 1        | 1              | 1               |                    |                     | 1          |                |
| Beyrouth 19   | Beyrouth 2                            | 2       | 1      |       |          |  |          | 1              |                 |                    |                     |            | 1              |
| Beyrouth 19   | Beyrouth 3                            | 2       | 1      | 1     |          |  |          |                |                 | 2                  | 1                   |            |                |
| Bekaa 23      | Baalbeck, Hermel                      | 2       | 6      |       |          |  | 1        |                | 1               |                    |                     |            |                |
| Bekaa 23      | Zahleh                                | 1       | 1      |       |          |  | 1        | 1              | 2               | 1                  |                     |            |                |
| Bekaa 23      | Rashaya, Bekaa Ouest                  | 2       | 1      | 1     |          |  | 1        | 1              |                 |                    |                     |            |                |
| Mont-Liban 35 | Byblos, Kesrawan                      |         | 1      |       |          |  | 7        |                |                 |                    |                     |            |                |
| Mont-Liban 35 | Metn                                  |         |        |       |          |  | 4        | 2              | 1               | 1                  |                     |            |                |
| Mont-Liban 35 | Baabda, Aley                          |         | 2      | 3     |          |  | 5        | 1              |                 |                    |                     |            |                |
| Mont-Liban 35 | Chouf                                 | 2       |        | 2     |          |  | 3        |                | 1               |                    |                     |            |                |
| Liban Nord 28 | Akkar, Dinniyeh, Bécharré             | 5       |        |       | 1        |  | 3        | 2              |                 |                    |                     |            |                |
| Liban Nord 28 | Tripoli, Zghorta, Batroun, Koura      | 6       |        |       | 1        |  | 6        | 4              |                 |                    |                     |            |                |
| Sud Liban 23  | Saida, Tyr, Zahrani, Bint-Jbeil       | 2       | 9      |       |          |  |          |                | 1               |                    |                     |            |                |
| Sud Liban 23  | Marjeyoun, Hasbaya, Nabatieh, Jezzine | 1       | 5      | 1     |          |  | 2        | 1              | 1               |                    |                     |            |                |
| Total 128     | Total 128                             | 27      | 27     | 8     | 2        |  | 34       | 14             | 8               | 5                  | 1                   | 1          | 1              |